# Dvärgtaggsvansekorrar
Dvärgtaggsvansekorrar (Idiurus) är ett släkte gnagare med två arter som förekommer i Afrika.
Liksom sina större släktingar, de egentliga taggsvansekorrarna, har dessa djur en flygmembran som sträcker sig mellan armbågen och fotleden. På så sätt kan de liksom flygekorrar glidflyga men de är inte närmare släkt med flygekorrarna. En individ av arten Idiurus macrotis seglade med hjälp av flygmembranen över 790 meter men vanligen är sträckorna kortare. Dessutom finns taggförsedda fjäll vid svansens undersida som är typiska för hela familjen. Med en kroppslängd (huvud och bål) mellan 5 och 9 cm samt en svanslängd mellan 8 och 13 cm är dvärgtaggsvansekorrar betydlig mindre än egentliga taggsvansekorrar som blir cirka tre till fem gånger större. Beroende på art är vikten cirka 15 respektive 20 g.
Dvärgtaggsvansekorrar är aktiva på natten och vilar på dagens i trädens håligheter. Annars är det inte mycket känt om deras levnadssätt. De vistas i tropiska regnskogar, livnär sig troligen främst av frukter och bildar grupper av 6 till 100 individer. För kommunikationen har de läten som påminner om mössens pip.
I släktet skiljs mellan två arter:
- Zenkers dvärgtaggsvansekorre (Idiurus zenkeri), förekommer i centrala Afrika.
- Idiurus macrotis, lever i västra och centrala Afrika.

Ytterligare två arter blev beskrivna, Idiurus langi och Idiurus panga, men de anses idag identiska med Idiurus macrotis.
Dvärgtaggsvansekorrar hotas i vissa regioner av skogsavverkningar men allmänt betraktas båda arter av IUCN som livskraftiga (least concern).